# Erodiscus
Erodiscus är ett släkte av skalbaggar. Erodiscus ingår i familjen vivlar.

## Dottertaxa tillErodiscus, i alfabetisk ordning[1]
- Erodiscus alutaceus
- Erodiscus analis
- Erodiscus angustatus
- Erodiscus antilope
- Erodiscus appendiculatus
- Erodiscus ardea
- Erodiscus attenuatus
- Erodiscus bituberculatus
- Erodiscus bolivianus
- Erodiscus castaneus
- Erodiscus ciconia
- Erodiscus convexipennis
- Erodiscus crassipes
- Erodiscus disjunctus
- Erodiscus distinguendus
- Erodiscus elongatulus
- Erodiscus gallinago
- Erodiscus globulicollis
- Erodiscus grallator
- Erodiscus granatensis
- Erodiscus gryphus
- Erodiscus guyanensis
- Erodiscus ibis
- Erodiscus laevigatus
- Erodiscus lamellatus
- Erodiscus latifrons
- Erodiscus longirostris
- Erodiscus mesosternalis
- Erodiscus mollicomus
- Erodiscus morio
- Erodiscus motacilla
- Erodiscus myrmecodes
- Erodiscus niger
- Erodiscus nigricornis
- Erodiscus numenius
- Erodiscus obsoletus
- Erodiscus parallelus
- Erodiscus picus
- Erodiscus rectirostris
- Erodiscus scolopax
- Erodiscus tinamus
- Erodiscus tringa
- Erodiscus variabilis
- Erodiscus ventricosus